# Hamma Bouziane
Hamma Bouziane (în arabă حامة بوزيان) este o comună din provincia Constantine, Algeria.
Populația comunei este de 79.952 locuitori (2008).